# پل پنو
پل پنو (فرانسوی: Paul Pineau‎; ۷ دسامبر ۱۹۲۳ – ۱۳ مارس ۲۰۰۶) دوچرخه‌سوار اهل فرانسه بود.